# Macedonia Antică
Acest articol este despre un regat din Grecia Antică. Pentru alte întrebuințări, vedeți articolul Macedonia (dezambiguizare).
Macedonia (în limba greacă: Μακεδονία) a fost numele unui regat antic din partea nordică extremă a Greciei Antice, învecinată cu regatul Epirului la vest și cu regiunea Tracia la est. Pentru o scurtă perioadă de timp, a fost cel mai puternic stat în Orientul Mijlociu antic, după ce Alexandru cel Mare a cucerit cea mai mare parte a lumii cunoscute, inaugurând perioada elenistică a istoriei Greciei.
Regatul a fost fondat și inițial condus de dinastia regală a Argeazilor, care a fost urmată de dinastiile Antipatridă și Antigonidă. Casă a macedonenilor antici, regatul timpuriu se afla în partea de nord-est a peninsulei grecești, și avea hotar cu Epirul la vest, Peonia la nord, Tracia la est și Tesalia la sud.
Înainte de secolul 4 î.e.n., Macedonia a fost un mic regat aflat în afara teritoriului dominat de marile orașe-stat Atena, Sparta și Teba, și a fost pentru scurt timp subordonată Persiei Ahemenide. În timpul regimului regelui argead⁠(d) Filip al II-lea (359–336 î.e.n.), Macedonia a supus Grecia continentală și Tracia prin cucerire și diplomație. Cu o armată refomată ce conținea falange ce mânuiau lancea sarisa, Filip al II-a a înfrânt vechile puteri Atena și Teba în bătălia de la Cheronea din 338 î.e.n. Fiul lui Filip al II-a, Alexandru cel Mare, conducând o federație de state grecești, a îndeplinit obiectivul tatălul său de a stăpâni întreaga Grecie când a distrus Teba după ce orașul s-a revoltat. În timpul următoarei campanii de cucerire a lui Alexandru, a răsturnat Imperiul Ahemenid și a cucerit teritoriul care se întindea la fel de departe ca râul Indus. Pentru o perioadă scurtă, imperiul său a fost cel mai puternic din lume - statul elenistic definitiv, inaugurând tranziția către o nouă perioadă a civilizației grecești antice. Arta și literatura elenistică au înflorit pe pământurile recent cucerite, iar progresele în filozofie, tehnologie și știință s-au răspândit de-a lungul unei mari părți din lumea antică. O importanță aparte au avut-o contribuțiile lui Aristotel, tutorele lui Alexandru, ale cărui scrieri au stat la temelia filosofiei occidentale.
După moartea lui Alexandru în 323 î.e.n., ulterioarele războaie ale Diadohilor și divizarea imperiului cu viață scurtă a lui Alexandru, Macedonia a rămas un centru politic și cultural grecesc în regiunea mediteraneană alături de Egiptul Ptolemaic, Imperiul Seleucid și regatul Pergamon. Orașe importante precum Pella, Pidna și Amfipolis au fost implicate în luptele pentru putere pentru controlul teritoriului. Noi orașe au fost fondate, precum Tesalonic de către uzurpatorul Cassander (numit după soția sa Tesalonica de Macedon). Declinul Macedoniei a început cu războaiele macedonene și ridicarea Romei ca putere mediteraneană de primă importanță. La sfârșitul celui de-Al Treilea Război Macedonian în 168 î.e.n., monarhia macedoneană a fost abolită și înlocuită de statele client romane. O renaștere pe termen scurt a monarhiei în timpul celui de-Al Patrulea Război Macedonean din 150–148 î.e.n. s-a sfârșit cu înființarea provinciei romane Macedonia.
Regii macedoneni, care exercitau putere absolută și stăpâneau resurse ale statului precum aurul și argintul, au facilitat operațiuni de minerit de monetărie, au finanțat armatele proprii și, în timpul regimului lui Filip al II-lea, o flotă militară macedoneană. Spre deosebire de alte state succesoare ale diadohilor, cultul imperial întreținut de Alexandru n-a fost adoptat niciodată în Macedonia, deși conducătorii macedoneni și-au asumat totuși roluri precum cel de mari preoți ai regatului și patroni principali ai cultelor interne și internaționale ale religiei elenistice. Autoritatea regilor macedoneni a fost în mod teoretic limitată la instituția armatei, în timp ce câteva municipalități din cadrul comunității macedonene s-au bucurat de un grad mare de autonomie și chiar au avut guverne democratice cu adunări populare.

## Istoric

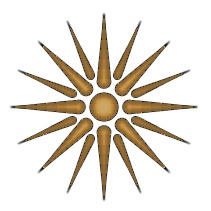
Soarele de la Vergina, un simbol asociat cu regatul Macedoniei.

### Istoria timpurie
Macedonenii au populat cea mai sudică parte a Macedoniei din timpurile pre-creștine. Primul stat macedonean a apărut în secolul al VII-lea î.Hr. sau la începutul secolului al VII-lea î.Hr. în timpul {{Ill-wd|Q538849|3=dinastiei argeade]], când se presupune că macedonenii au migrat în regiune venind din vest. Primul lor rege despre care există înregistrări istorice este Perdiccas I. Prin vremea lui Alexandru I, macedonenii au început să se extindă spre Eordaia, Bottiaea, Pieria, Mygdonia și Almopia. În apropiere de orașul modern Edessa, Perdiccas I (sau mai probabil fiul lui, Argaeus I) a construit capitala Aegae (orașul Vergina din zilele noastre).
După o perioadă scurtă de dominație a Imperiului Persan pe timpul lui Darius Hystaspes, statul macedonean și-a recăpătat independența sub conducerea regelui Alexandru I (495–450 î.Hr.). Până la sfârșitul secolului al IV-lea î.Hr., regatul ocupa o regiune care corespunde cu oarecare aproximație cu Macedonia din Grecia zilelor noastre. Macedonia a căpătat un caracter elenistic din ce în ce mai pronuntat, deși elenii din acele timpuri îi considerau pe macedoneni sălbatici și barbari.
Un stat macedonean unificat a fost edificat de regele Amyntas al III-lea (circa 393–370 î.Hr.), deși se mai păstrau contraste evidente între ținuturile de câmpie bogate în turme de vite și ținuturile tribale izolate din munți, aliate cu familia regală prin legături de căsătorie. Aceste triburi de la munte controlau pasurile montane prin care invadatorii barbari atacau din Illiria pe direcțiile nord și nord-vest. Amyntas a avut trei fii, doi dintre ei domnind numai pentru scurt timp: Alexandru al II-lea și Perdiccas al III-lea. Urmașul minor al regelui Perdiccas al III-lea a fost detronat de cel de-al treilea fiu al lui Amyntas, Filip al II-lea, care s-a încoronat rege al unui regat care a dominat întreaga Grecie.

### Expansiunea
În timpul lui Filip al II-lea, (359–336 î.Hr.), Macedonia s-a extins în teritoriile paionianilor, tracilor și illirilor. Printre alte cuceriri, el a anexat și regiunile Pelagonia și Paionia sudică (care corespund cu regiunile din Republica Macedonia: Monastir/Bitola și respectiv Gevgelija).
Macedonia a devenit mult mai apropiată politic de orașele-stat ale Greciei Antice. În schimb a păstrat o cultură mai arhaică, mai asemănătoare cu cea a micenienilor decât cu cea clasică elenistică.
Printre caracteristicile arhaice ale societății macedonene erau poligamia și monarhia ereditară absolutistă. Puterea absolută era uneori contestată de unii dintre membrii familiei regale, sau chiar de către membrii aristocrației funciare.
Aceste caracteristici contrastau puternic cu cele ale culturilor grecești de la sud, unde numeroasele orașe state aveau instituții mult sau mai puțin democratice ori erau monarhii de facto ale despoților locali, (în care transmiterea ereditară a domniei era mai degrabă o dorință decât o lege acceptată), sau, în cazul special al Spartei, monarhie ereditară, (în care puterea aparținea nobilimii militare și preoțimii). De asemenea, orașele-state grecești aboliseră instituția legării de pământ a țăranilor prin așa-numitele legi seisachtheia σεισάχθεια), instituție care s-a mai păstrat multă vreme după aceea în Macedonia.
Fiul lui Filip, Alexandru cel Mare (356–323 î.Hr.) a reușit pentru o perioadă scurtă de timp să extindă granițele statului macedonean dincolo teritoriul Greciei, cucerind statele-oraș grecești, Egiptul, Imperiul Persan și regiuni din India. Adoptarea de către Alexandru a stilurilor de guvernare din teritoriile ocupate a fost însoțită de răspândirea culturii și științei grecești în tot vastul său imperiu. Deși imperiul s-a dezmembrat la scurtă vreme după moartea creatorului său, cuceririle lui Alexandru au lăsat o moștenire nepieritoare, nu doar în orașele noi cu populație vorbitoare de limbă greacă din întreg teritoriul fostului Imperiu Persan, dar în întreaga regiune.
În ciuda dezmembrării în mai multe regate care se dușmăneau, regate conduse de foștii generali ai lui Alexandru, Macedonia a rămas un teritoriu cheie și dorit cu ardoare de toți moștenitorii imperiului. Antipater și fiul lui Cassander au obținut controlul asupra Macedoniei, regat care s-a prăbușit într-o perioadă de războaie civile îndelungate după moartea lui Cassander în 297 î.Hr. Macedonia a fost condusă pentru o vreme de Demetrius I (294–288 î.Hr.), care a pierdut coroana după ce a fost învins într-un război civil.
Fiul lui Demetrius, Antigonus al II-lea Gonatas (277–239 î.Hr.) a reușit să restaureze ordinea și prosperitatea în regat și a respins o invazie a celților galateni. El a pierdut totuși controlul asupra multora din orașele-stat grecești, pe care le stăpânise până atunci. El a stabilit o monarhie stabilă și a pus bazele dinastiei Antigonidă. Succesorul său Demetrius al II-lea (239–221 î.Hr.) s-a folosit de realizările înaintașului său pentru a restabili dominația macedoneană în regiune.

### Declinul
Sub domnia lui Filip al V-lea al Macedoniei (221–179 î.Hr.) și a fiului său, Perseus al Macedoniei (179–168 î.Hr.), regatul a intrat în conflict cu tot mai puternica Republică Romană. În timpul secolului al II-lea și secolului I î.Hr., Macedonia a trebuit să lupte într-o serie de războaie cu Roma. Victoriile Romei împotriva lui Filip al V-lea (197 î.Hr.) și împotriva lui Perseus (168 î.Hr.) au dus la prăbușirea definitivă a statului Macedonean și la dispariția dinastiei Antigonide. Scurta domnie a lui Andriscus și reînființarea monarhiei macedonene în 149 î.Hr. au fost urmate după numai un an de victoria definitivă a Romei și stabilirea stăpânirii directe a Republicii Romane și de transformarea Macedoniei în provincie romană.

## Instituții
Organizarea politică a Macedoniei era piramidală pe trei trepte. În vârf era regele și națiunea, la bază erau organizațiile civile (orașele și éthnē), iar, între cele două, districtele. Studierea acestor instituții diferite a fost reînoită grație epigrafiei, care ne-a oferit posibilitatea să recitim indicațiile date nouă de sursele literare natice precum Titus Livius și Polybius. Această cercetare a demonstrat că organizarea macedoneană era asemănătoare cu cea a statelor federale grecești (Liga Etoliană și Liga Aheană) a căror unitate era întărită de prezența unui rege.

### Regele
Regele (Βασιλεύς Basileús) era capul administrației centrale. El conducea regatul din capitala sa, Pella, aici aflândi-se palatul regal, unde se păstra și arhiva statului. Regele era ajutat în îndeplinirea înaltelor sale sarcini de Secretarul Regal 
(βασιλικὸς
γραμματεύς basilikós grammateús) și de Consiliul Regal.
Regele era comandantul suprem al armatei, șeful religios suprem și șeful diplomației regatului. El era singurul care putea încheia tratate internaționale și, până la regele Filip al V-lea, era singurul care decidea emiterea de monedă nouă.
Numărul funcționarilor de stat era redus. Regele își conducea regatul mai mult în mod indirect, sprijinindu-se în special pe funcționarii publici locali – epistații – cu care păstra legături regulate.

#### Succesiunea la tron
Succesiunea regală în Macedonia era ereditară, pe linie masculină, de la tată la fiu și cu respectarea în general al dreptului primului născut. Existau și elemente ale sistemului electiv: în cazul în care regele murea, moștenitorul numit, în general, dar nu întotdeauna cel mai in vârstă fiu, trebuia mai întâi să fie acceptat de Consiliu, după care era prezentat Adunării populare, pentru recunoașterea oficială ca rege și primirea jurămintelor de credință.
Succesiunea nu era una automată, ținând seama și de faptul că multi regi macedoneni au murit în condiții violente, mai înainte de a apuca să desemneze sau să procreeze un urmaș la tron, sau mai înainte ca să se asigure că succesiunea urmașului desemnat este ferită de orice primejdii. Crizele de succesiune erau relativ frecvente, în special în secolul al IV-lea î.C., în timpul căruia familiile magnaților din Macedonia Superioară au complotat pentru detronarea disnastiei Argaeadină și înlocuirea regelui cu un membru al sus-numitelor familii.

#### Finanțele publice
Regele era doar apărărtorul și administratorul tezaurului Macedoniei, a veniturilor regale (βασιλικά basiliká), a tributurilor primite din partea popoarelor înfrânte, care aparțineau cu toate poporului macedonean, nu regelui. Deși regele nu putea făcut responsabil pentru gestionarea veniturilor regatului, el trebuia în unele momente să dea explicații cu privire la administrarea banilor. Astfel, în timpul revoltei soldaților săi de la Opis din anul 324 î.Hr., Alexandru cel Mare a dat amănunte despre averea tatălui său lăsată la moarte, pentru a face dovada că nu a abuzat de moștenirea primită.
Din surse antice se cunoște foarte bine care cum erau formate veniturile regale (basiliká):
- Veniturile minelor de aur și de argint, care erau în proprietatea exclusivă a regelui. Aceste mine îi permiteau să fie singurul care putea să bată monedă, un privilegiu exclusiv până la regele Filip al V-lea, care a permis orașelor și districtelor să bată propriile monede de valoare mică din bronz.
- Veniturile pădurilors, care ofereau pentru export cheresteau extrem de apreciată de orașele grecești, care o foloseau la construirea sau întreținerea flotelor de război și a celior comerciale.
- Pământurile coroanei, care erau terenurile anexate domeniilor coroanei după victoriile în războaiele de cucerire, pământuri care erau exploatate direct prin folosirea forței de muncă a prizonierilor de război sau prin arendare.
- Taxele portuare asupra importurilor și exporturilor.

Cea mai obișnuită metodă de exploatare a acestor surse de venit era arendarea lor. Astfel, exploatarea taxelor portuare era dată în fiecare an celui care licita cel mai mult.
Cu excepția pământurilor regale, pământul din Macedonia eran liber de taxe, iar macedonenii erau oameni liberi și nu plătreau nicio taxă pe terenuri. Nici măcar taxele speciale în caz de război aplicate în Atena nu erau aplicate în Macedonia. Pentru obținerea de fonduri în caz de război, regii macedoneni obțineau bani din împrumuturi, iar apoi prin mărirea taxelor de arendare.
Regele era îndreptățit să ofere atelíē (ἀτελίη), un privilegiu al exceptării de taxe, așa cum a făcut Alexandru cel Mare cu urmașii celor căzuți în bătălia de la Granicus din mai 333 î.Hr.. Aceste familii au fost scutite de plata taxelor pentru arendarea de pământuri regale sau de taxe portuare.
Regelui îi revenea o parte consistentă din prada de război, obținută în timpul diverselor acțiuni militare. În timpul campaniilor europene sau asiatice ale lui Alexandru cel Mare, o bună parte a obiectelor din aur și argint prădate au fost topite, transformate în lingouri și trimise la Pella și Amphipolis pentru a fi transformate în monede. Se estimează că, doar în timpul domniei lui Alexandru Macedon, numai la monetăria de la Amphipolis, au fost bătute cam 13 milioane de tetradrahme din aur.

### Adunarea populară
Toți cetățenii-soldați ai regatului erau convocați cel puțin de două ori pe an într-o adunare populară (primăvara și toamna), odată cu deschiderea și la închiderea sezoanelor campaniilor militare.
Aceste adunări (koinê ekklesia ori koinon makedonôn), ale militarilor pe timp de război și ale civililor pe timp de pace, erau convocate de rege și jucau un rol important în aprobarea acțiunilor regale, sau în desfășurarea proceselor penale care implicau pedeapsa capitală. Adunările populare dădeau un vot consulatativ în domeniul politicii externe, a declarațiilor de război și a încheierii tratatelor de pace, dar și în privința numirii celor mai importanți funcționari de stat. De cele mai multe ori însă, Adunarea populară nu făcea decât să ratifice hotărârile Consiliului regal (Sinedrionul). Adunarea poporului era îndreptățită să ofere distincții și să trimită solii în străinătate. Adunarea populară a fost abolită de Republica Romană odată cu reorganizarea provinciei Macedonia în anul 167 î.Hr..

### Consiliul regal (Sinedrion)
Consiliul era un grup restrâns format din cei mai de bază aristocrați macedoneni, aleși de rege ca să-l ajute în munca de guvernare a regatului. Acest consiliu nu era un organ reprezentativ, dar, în anumite ocazii, în Sinedrion erau admiși deputați ai orașelor sau reprezentanți ai organizațiilor civile ale regatului.
Consilierii regali (sinedroi) erau impărțiți în trei categorii: 
- Grupul "gărzilor de corp" (somatophylax), membri ai nobilimii, care îndeplineau funcția de gărzi de onoare, în fapt cei mai apropiați consilieri. Era un titlu foarte râvnit. În timpul lui Alexandru cel Mare erau șapte astfel de consilieri.
- Grupul "prietenilor" (philoi) ori a "companionilor regali" (basilikoi hetairoi), aristocrați numiți pe viață în această funcție.
- Grupul celor mai importanți generali ai armatei, (hégémones tôn taxéôn), numiți de rege.

Regele avea în fapt mai puțină putere decât s-ar crede la prima vedere, cel puțin prin comparație cu membrii Sinedrionului, ai cărui membri erau in general numiți pe viață sau primeau ereditar funcția de consilier.
În principal, Sinedriul exercita funcțiile de conducere cu respectarea voinței Adunării populare, desemna regii sau regenții, asigura ocuparea celor mai importante funcții din admnistrația centrală și era cel care concepea declarațiile de război. De asemenea, Sinedriul se ocupa de toate procesele care nu implicau pedeapsa capitală.
Consiliul regal discuta toate deciziile importante care urmau să fie adoptate de rege.
În rândul Consiliului funcționa pricipiile democratice ale egalității discursului (isegoria) și libertății cuvântului (parrhesia), principii cărora se supunea și regele.
După ce ultimul reprezentatnt al dinastiei Antiginide a fost înlăturat de romani în 167 î.Hr., iar Macedonia a fost reorganizată, se pare că Sinedrionul a continuat să mai existe, spre deosebire de Adunarea populară, desființată cu această ocazie.

### Districtele (meride)
Meritul creării a unui nou nivel administrativ, plasat între guvernul central și orașe, poate să-i fie atribuit se pare lui Filip al II-lea. Această reformă administrativă trebuia să adapteze guvernarea la noile realități teritoriale ale Macedoniei. Odată cu creșterea teritorială a țării prin noi cuceriri, era tot mai greu de convocat Adunarea populară, iar regele a luat hotărârea creării a patru regiuni, fiecare cu Adunarea sa teritorială. Această împărțire nu respecta nicio tradiție istorică sau națională, fiind o divizare arbitrară, exclusiv pentru rezolvarea unor probleme administrative.